# Mega Man Zero (jogo eletrônico)
Mega Man Zero, conhecido no Japão como Rockman Zero (ロックマン ゼロ, Rokkuman Zero), é o primeiro título da série Mega Man Zero, a quinta subsérie da série Mega Man. O jogo é o primeiro jogo de plataforma de Mega Man a ser lançado para o Game Boy Advance e foi lançado no Japão em abril de 2002, na América do Norte e na Europa em novembro do mesmo ano.

## Enredo

### História
Ciel, a líder da força rebelde procurava o Lendário Zero para ajudar a causa da Resistência. Seguindo boatos, ela chegou ao laboratório abandonado onde ele supostamente estava, mas foi atacada pela implacável força supostamente chamada de Anti Maverick de Neo Arcadia, a cidade dos humanos, e começou uma corrida até o centro do local.
Chegando em um beco sem saída, sua Cyber-Elf, Passy, sente uma presença muito forte do outro lado da parede. Após explodirem a parede elas encontram o Lendário Zero. Zero estava no modo de hibernação, parcialmente avariado e sendo protegido por um escudo de energia. De repente, um grupo de Mavericks invade o local e o soldado Milan é morto protegendo Ciel. Passy então sugere usar-se para destruir o escudo que protege Zero para repará-lo. Ciel usa então a Cyber-Elf que destrói o escudo, reparando-o e o libertando-o de seu sono. Passy é destruída no processo, já que gasta toda sua energia para acordá-lo.
Zero escolta Ciel pelo laboratório derrotando os inimigos, e chegam em outro beco, mas quando Ciel avança mais um pouco o chão se quebra, então Zero a salva. Porém, outro beco se encontra a frente. Dessa vez um braço atravessa a parede e agarra Ciel. Zero então enfrenta seu primeiro desafio, um Golem. Com apenas a Pistola de plasma, o Reploid lendário não consegue fazer muito dano a forte armadura do Golem.
Mas no meio da batalha, um dos monitores se acende e uma voz fala através dele, dizendo que Zero vai precisar de algo mais poderoso para derrotar aquele inimigo. Então, um sabre de luz sai de dentro do monitor e a voz diz para Zero usar aquilo. Com a nova arma, Zero facilmente destrói o Golem, salvando novamente Ciel.
Voltando à base, Ciel pede a Zero que ajude-a a proteger a Resistance Base. O que acontece é que Ciel, na tentativa de criar um mundo feliz onde humanos e robôs vivessem felizes em conjunto, que fundou a utópica cidade Neo Arcadia - onde os reploids e os humanos podiam viver em conjunto - e ressuscitou X, o Guardião. Nao só ressuscitou como o melhorou. Contudo, X e os seus Guardiões (clones produzidos a partir do DNA de X) tentam sempre aniquilar os membros da Resistance Base - devido à crise de energia - e só Zero os poderá ajudar. Após lutas intensas, Zero descobre seu amigo, o Original X (o X que Ciel ressuscitou é uma cópia). Este lhe cede as coordenadas para o Trans Server - meio de transporte - para que Zero vá destruir com vontade a cópia de X. Zero toma de assalto Neo Arcadia e durante o seu ataque (e perante a impossibilidade de o derrotar), Phantom, um dos 4 guardiões de X se suicida, tentando matá-lo. Zero escapa e segue em frente, derrotando a cópia do X. Termina a primeira temporada.

### Personagens
Protagonistas
- Zero
- Ciel

Antagonistas principais
- Sage Harpuia
- Fighting Fefnir
- Fairy Leviathan
- Hidden Phantom
- Copy X

## Jogabilidade
Mega Man Zero segue o mesmo estilo de jogo de plataforma dos jogos da série Mega Man X. O jogador tem controla do personagem Zero de Mega Man X e o guia através de várias missões, derrotando um chefe perto do fim de cada.
Sendo comum nos jogos da série Mega Man, tocar espinhos proporciona morte instantânea (exceto quando tocados durante o período limitado de invencibilidade após receber algum dano). Continuando a "tradição" da série Mega Man X, Zero pode agarrar-se a paredes (apesar de ele sair escorregando uniformemente) e também usar o dash.
Ao contrário de jogos anteriores de Mega Man, ao invés de estágios separados, existe um mundo quase que completamente interconectado com a Resistance Base no centro, onde quase todas as áreas do jogo podem ser exploradas livremente (uma característica que é removida em jogos posteriores da série Zero, mas retorna em Mega Man ZX). No lugar de estágios está a escolha entre missões que Zero deve cumprir em cada uma das áreas separadas do mapa, e completando uma missão permitirá ao jogador de escolher outras antes não disponíveis.
Ainda existem chefes para lutar contra nessas missões, mas nem todos os chefes são enfrentados perto ou no fim do estágio. Também é possível falhar em missões não-críticas do jogo e continuar na história, ao usar uma Unidade de Fuga (Escape Unit) ou escolhendo "desistir" de uma missão ao perder uma vida. Fazendo tal, a missão será marcada como uma derrota e se fará indisponível; além de que o jogador será incapaz de adquirir vários itens importantes no jogo.